# Pontida
Pontida – miejscowość i gmina we Włoszech, w regionie Lombardia, w prowincji Bergamo.
Według danych na styczeń 2004 gminę zamieszkiwało 3240 osób przy gęstości zaludnienia 319,5 os./1 km².